# WDDX
WDDX (ang. Web Distributed Data Exchange) – protokół XML pierwszej generacji. Został opracowany w roku 1998 przez firmę Allaire Corporation (obecnie Adobe Inc.) w odpowiedzi na potrzebę wymiany danych pomiędzy aplikacjami sieciowymi. WDDX umożliwia wymianę złożonych struktur danych niezależnie od języka programowania. 
Dane reprezentowane są za pomocą XML 1.0 DTD i zbioru modułów dla wielu różnych języków wykorzystywanych do tworzenia aplikacji sieciowych (np. Perl, Java, ASP). WDDX definiuje moduły dla konkretnych języków programowania. Moduł umożliwia odwzorowanie natywnych (rodzimych dla danego języka programowania) struktur danych dla danego języka programowania (typu tablice, rekordy, itp) do abstrakcyjnej reprezentacji w XML. Moduł odpowiedzialny jest za automatyczną serializację (zakodowanie danych w formacie XML, w przypadku WDDX – WDDX XML) i deserializację (dekodowanie danych z XML, w przypadku WDDX – WDDX XML na format rodzimy).
Dane te (WDDX XML) następnie mogą być przesłane dowolnym protokołem, który umożliwia przesyłanie danych tekstowych np. HTTP, FTP, SMTP.
Przykładowo dzięki WDDX możliwe jest zakodowanie danych z Perla na format WDDX XML, wysłanie tak zakodowanych danych protokołem typu HTTP do aplikacji, która zakodowana jest w języku Java, a następnie przekształcenie otrzymanych danych w formacie WDDX XML na strukturę danych dopuszczalną w języku Java.